# Вале-ду-Параизу (Азамбужа)
Вале-ду-Параизу (порт. Vale do Paraíso) — район (фрегезия) в Португалии, входит в округ Лиссабон. Является составной частью муниципалитета Азамбужа. По старому административному делению входил в провинцию Рибатежу. Входит в экономико-статистический субрегион Лезирия-ду-Тежу, который входит в Алентежу. Население составляет 1040 человек на 2001 год. Занимает площадь 4,45 км².
Покровителем района считается Дева Мария (порт. Maria).

## История
Район основан в 1916 году